# Miss Little Havana
Miss Little Havana è il dodicesimo album discografico in studio della cantante statunitense di origine cubana Gloria Estefan, pubblicato nel 2011.

## Tracce
1. Miss Little Havana – 3:15
2. I Can't Believe – 3:42
3. Heat – 3:49
4. Wepa – 4:01
5. Say Ay – 2:53
6. So Good – 3:16
7. Right Away – 4:07
8. Make Me Say Yes – 3:56
9. Time Is Ticking – 3:54
10. Hotel Nacional – 3:28
11. Make My Heart Go (feat. El Cata) – 3:53

## Classifiche
| Paese       | Posizione più alta |
| ----------- | ------------------ |
| Stati Uniti | 28                 |
| Messico     | 27                 |
| Spagna      | 93                 |